# 許德雷湖

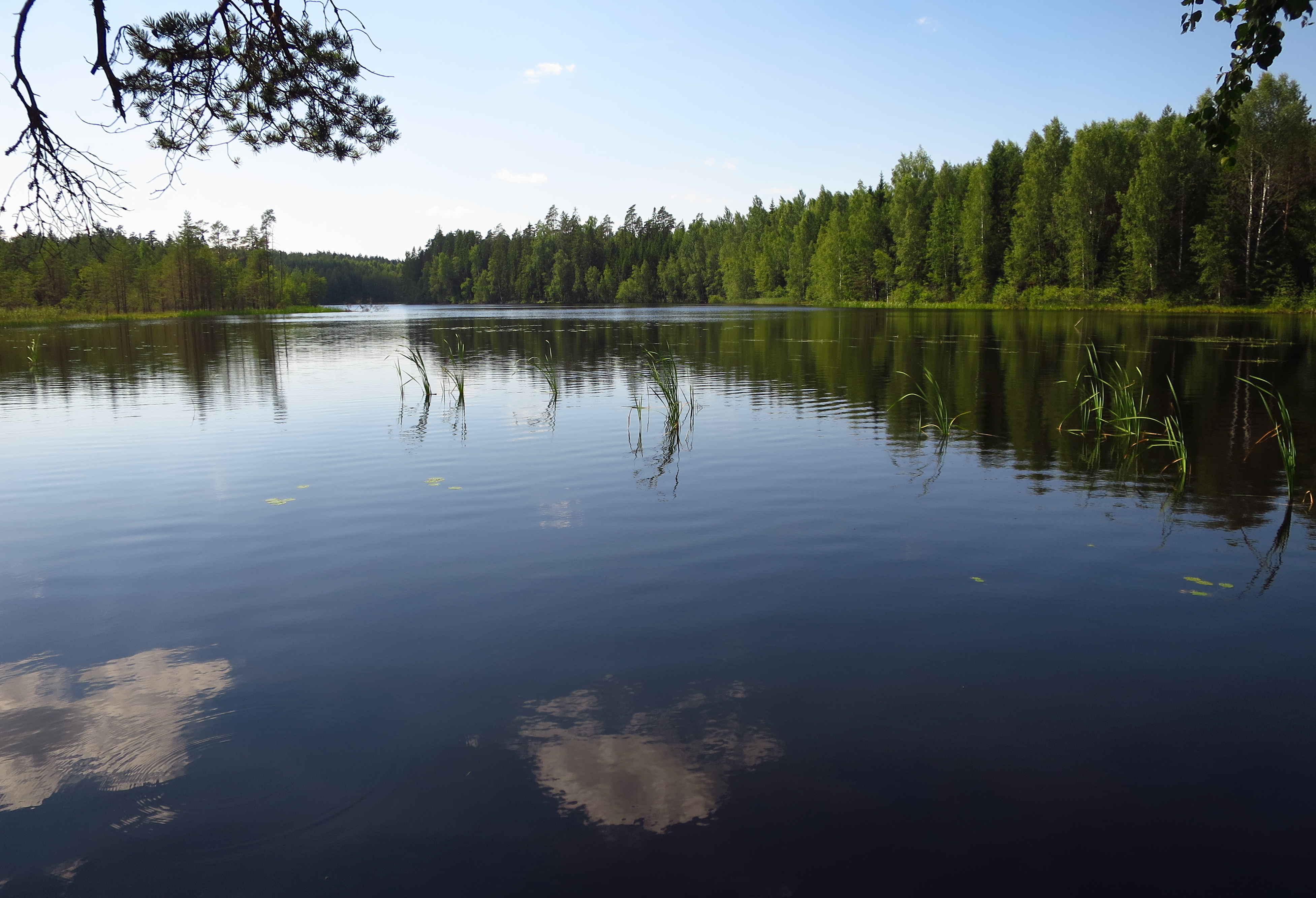

許德雷湖是愛沙尼亞的湖泊，由珀爾瓦縣負責管轄，長0.59公里、寬0.13公里，面積5.3公畝，平均水深11.5米，是約16種水生植物的棲息地，湖岸主要被森林覆蓋。
57°56′25″N 26°40′26″E / 57.94028°N 26.67389°E